# San Antonio, Magdalena
San Antonio är en ort i Colombia.   Den ligger i departementet Magdalena, i den norra delen av landet, 600 km norr om huvudstaden Bogotá. San Antonio ligger 110 meter över havet och antalet invånare är 8 476.
Terrängen runt San Antonio är platt. Runt San Antonio är det ganska glesbefolkat, med 26 invånare per kvadratkilometer. Närmaste större samhälle är Plato, 18,6 km sydväst om San Antonio. Omgivningarna runt San Antonio är huvudsakligen savann.